# Сакума Суїці
Сакума Суїці (Чарлі Сакума) — японський бандурист.
Народився в Токіо.
У пошуках роботи переїхав до Канади, працював електриком. Зустрівшись 1998 року в Едмонтоні з представниками української діаспори, захопився спочатку гопаком, а потім — грою на бандурі.
Гри на бандурі його навчали Андрій Горняткевич, Тарас Лазуркевич та Олег Созанський. Успішному навчанню сприяло те, що Чарлі уже володів грою на сямісені.
2005 — відвідав Україну (Львів), де замовив собі професійну бандуру з портретом Т.Шевченка і написом «Чарлі Сукумачук».
Виступає з концертами, де виконує під бандуру українські пісні (деколи — японські) у традиційному українському вбранні (вишиванка, шаровари, жупан, накладні оселедець і козацькі вуса).
У Японії проводить майстер-класи гри на бандурі.
На початку 2011 р. виступав із концертами в Києві, Львові та Полтаві.
Має наречену у Львові, висловлює намір переселитися до України.
В одному з інтерв’ю українським журналістам що до української культури та бутності сказав: 
|  | Я не знаю, як ви, друзі, ставитеся до української культури, але я під ваші пісні плачу. Країні, в якій ви народилися, я присвятив усе своє життя. Не обов'язково грати на бандурі - можна розкошувати українською літературою, танцями, музикою, піснями, народними стравами чи всім одразу. Я хочу, щоб ви, українці, цим займалися. Щоб відстоювали власну культуру у себе вдома. |